# Парко Симоне (Напуљ)
Парко Симоне је насеље у Италији у округу Напуљ, региону Кампанија.
Према процени из 2011. у насељу је живело 235 становника. Насеље се налази на надморској висини од 37 м.